# اوکتور ئی‌وی-۵۵ اوت‌بک
اوکتور ئی‌وی-۵۵ اوت‌بک (به انگلیسی: Evektor EV-55 Outback) یک هواگرد، دو موتوره توربوپراپ ساخت شرکت چکی اوکتور-ایروتکنیک است. نمونه پروتوتایپ آن در ۲۴ ژوئن سال ۲۰۱۱ پرواز کرد اما سپس توسعه پروژه در سال ۲۰۱۷ متوقف شد.